# نبرد اوکه‌هازاما
نبرد اوکه‌هازاما (به ژاپنی: 桶狭間の戦い Okehazama-no-tatakai) یکی از جنگ‌های دوره سنگوکو است که ۱۲ ژوئن سال ۱۵۶۰ میلادی، بین نیروهای اودا نوبوناگا (دایمیو یا امیر ولایت اُواری) و ایماگاوا یوشیموتو درگرفت. در این سال ایماگاوا یوشیموتو که در منطقه توکای قدرت بسیاری داشت، به قصد تصرف کیوتو در حدود ۲۵٬۰۰۰ سرباز را رهبری کرده به ولایت اُواری وارد شد. سپاه ایماگاوا پس از تصرف دو قلعه در ولایت اُواری در محلی به نام اوکه‌هازاما در نزدیکی شهر ناگویا در حال استراحت و نوشیدن ساکی به مناسبت پیروزی‌شان بودند که ناگهان در میان باران شدید اودا نوبوناگا به همراه سپاهی در حدود ۳۰۰۰ نفری به آنها حمله کرد و ایماگاوا را کشت. پس از این پیروزی بود که آوازهٔ اودا نوبوناگا در سراسر ژاپن پیچید.